# Volo Formosa Airlines 7601
Il volo Formosa Airlines 7601 fu un incidente aereo che uccise 16 persone il 10 agosto 1997 a Beigan, Isole Matsu, Fujian, Repubblica Cinese.

## L'incidente
Il volo Formosa Airlines 7601, un Dornier 228, è decollato dall'aeroporto di Taipei Sungshan alle 07:37 ora locale con 14 passeggeri e due piloti a bordo in direzione dell'aeroporto di Matsu Beigan. La pioggia e il vento forte fecero perdere all'aereo il suo primo avvicinamento alla sua destinazione. Durante la riattaccata il pilota girò a destra invece che a sinistra. Il Dornier si schiantò e prese fuoco dopo aver colpito una torre idrica militare a circa un chilometro dall'aeroporto. Perirono tutti i 16 passeggeri e l'equipaggio.
Poco dopo l'incidente, un funzionario meteorologico locale tentò il suicidio. Il direttore dell'Amministrazione dell'Aeronautica Civile, Tsai Tui, disse che il tentativo di suicidio era derivato dalla protesta pubblica per l'incidente.